# Kreayshawn
Kreayshawn, narozená jako Natassia Gail Zolot (* 24. září 1989), je americká rapperka a producentka hudebních videoklipů. Nejvíce je známá díky svému singlu z roku 2011 Gucci Gucci.

## Diskografie

### Studiová alba
- Somethin' 'Bout Kreay (2012)

### Mixtapy
- Kittys X Choppas (2010)
- Kreayshawn X The Bay (2011)
- Young, Rich, & Flashy (2012)

### Singly
| Rok  | Název skladby                      | Album                |
| ---- | ---------------------------------- | -------------------- |
| 2011 | Gucci Gucci                        | Somethin' Bout Kreay |
| 2012 | Breakfast (Syrup) (feat. 2 Chainz) | Somethin' Bout Kreay |
| 2012 | Go Hard (La.La.La.)                | Somethin' Bout Kreay |